# Bill Doggett

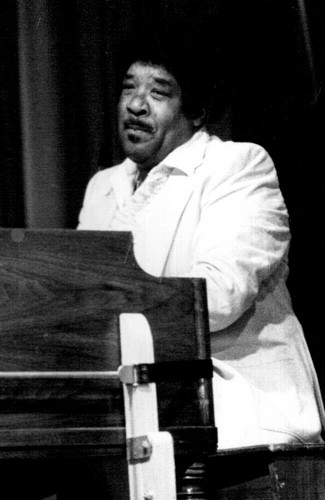
Bill Doggett 1980

William Ballard Doggett (* 16. Februar 1916 in Philadelphia; † 13. November 1996 in New York) war ein amerikanischer Jazz- und Rhythm-and-Blues-Pianist und Organist. 

## Leben und Wirken
Mit neun Jahren wurde Doggett von seiner Mutter, einer Kirchenpianistin, an die Musik herangeführt. Mit 15 trat er einer Combo in der Region Philadelphias bei. Während seiner High-School-Zeit trat er in örtlichen Theatern und Clubs auf. Ab 1935 spielte er bei verschiedenen Bands, so Jimmy Gorham’s Band (1935–1938), bei der er kurz vor seinem Weggang sogar zum Bandleader aufstieg. Mittlerweile hatte Doggett eine eigene Band rekrutiert, die er ab 1938 in Lucky Millinders Band integrierte. Sein Aufnahmedebüt fand mit Little Old Lady From Baltimore 1939 statt. Bei Millinder blieb er als Pianist bis Ende 1941 (eine seiner letzten Aufnahmen vom 6. November 1941 war That’s All) und überließ ihm seine eigene Band. Anfang 1942 begann Doggett als Arrangeur und Pianist für die Ink Spots, bei denen er bis Oktober 1944 blieb. Ab 1947 ersetzte er für kurze Zeit den Organisten Wild Bill Davis bei Louis Jordans Tympany Five. Doggett ist hier etwa bei den berühmten Aufnahmen von Saturday Night Fish Fry (September 1949) oder dem Blue Light Boogie (Juli 1950) zu hören. Ab Juni 1951 spielte er bei Aufnahmesessions von Ella Fitzgerald auch regelmäßig Orgel, von Juni 1952 an trat er mit eigenem, orgeldominierten Trio im New Yorker Nachtclub Baby Grand auf.

Bill Doggett - Honky Tonk Part 1

Bis dahin war der talentierte Doggett lediglich als Bandmitglied auf Schallplatten anderer Interpreten zu hören. Das änderte sich im Januar 1952, als er mit seiner Combo einen Plattenvertrag bei King Records erhielt. Bereits für den 19. Januar 1952 war in New York eine erste Aufnahmesession anberaumt, bei der neben 3 weiteren Aufnahmen auch die A-Seite seiner ersten Single Big Dog (King #4530) entstand. Sein Produzent Henry Glover bewies Geduld, denn es dauerte 19 Singles, bis sich der erste Hitparadenerfolg einstellte. Am 16. Juni 1956 nahm er seine Eigenkomposition Honky Tonk Pt. 1 / Honky Tonk Pt. 2 (King #4950) auf, eine orgelbetonte und stark synkopierte Instrumentalaufnahme, die nach ihrer Veröffentlichung im August 1956 auf Anhieb den ersten Platz der Rhythm-&-Blues-Hitparade erreichte und dort für 10 Wochen verharrte. Der Song wurde mit einem Plattenumsatz von 4 Millionen zum umsatzstärksten Hit des King-Labels und platzierte sich mit einer Nr. 2 der Pop-Hitparade auch als guter Crossover. Das temporeiche Orgelriff bildet im live aufgenommenen Song die Grundlage für Staccato-Solos des Tenorsaxophonisten Clifford Scott, die wiederum durch schnelle Gitarrenakkorde von Billy Butler verbunden wurden. Die Nachfolgesingle Slow Walk / Hand in Hand (King #5000) wurde im Dezember 1956 veröffentlicht und schaffte einen vierten Rang in der R&B-Hitparade. Am 21. Dezember 1956 erinnerte er sich im Tonstudio an Lucky Millinders Komposition Ram-Bunk-Shush, die er im März 1957 zur Nr. 10 R&B führte. Ein letzter großer Hit war der am 17. Juni 1958 aufgenommene Song Hold It / Birdie, der einen dritten Rang der R&B-Charts erreichte.
1961 wechselte Doggett zu Warner, danach zu Columbia und ABC.
In den 1970er Jahren feierte er beim Jazz-Festival in Nizza ein auf einigen LPs auf dem französischen Black-&-Blue-Label dokumentiertes Comeback, das allerdings nur von kurzer Dauer war.

## Diskografie (Auswahl Singles)
- Big Dog / Big Dog (King 4530), 19. Januar 1951
- Mistreater / Early Bird (King 4591), 30. Oktober 1952
- Real Gone Mambo / No More in Life, (King 4617), 18. Februar 1953
- There’s No You / Easy (King 4711), 15. Dezember 1953
- Winter Wonderland / Christmas Song (King 4742), 24. Mai 1954
- Street Scene / Oof! (King 4795), 23. März 1955
- Honky Tonk Pt. 1 / Honky Tonk Pt. 2 (King 4950), 16. Juni 1956 (Die Single wurde 2006 in die Blues Hall of Fame aufgenommen.)
- Slow Walk / Hand In Hand (King 5000), 29. Oktober 1956 / 16. Juni 1956
- Ram-Bunk-Shush / Blue Largo (King 5020), 21. Dezember 1956 / 12. Oktober 1956
- Leaps and Bounds Pt. 1 / Leaps And Bounds Pt. 2 (King 5101), 18. September 1956
- Hold It / Birdie (King 5149), 17. Juni 1958 / 3. April 1958
- Rainbow Riot Pt. 1 / Rainbow Riot Pt. 2 (King 5159), 23. September 1958
- Bill Doggett (Black & Blue 1978) mit Eddie Lockjaw Davis, Eddie Vinson, Milt Hinton, J. C. Heard

| Personendaten    | Personendaten                                 |
| ---------------- | --------------------------------------------- |
| NAME             | Doggett, Bill                                 |
| ALTERNATIVNAMEN  | Doggett, William Ballard (vollständiger Name) |
| KURZBESCHREIBUNG | US-amerikanischer Musiker                     |
| GEBURTSDATUM     | 16. Februar 1916                              |
| GEBURTSORT       | Philadelphia, Pennsylvania, USA               |
| STERBEDATUM      | 13. November 1996                             |
| STERBEORT        | New York, USA                                 |